# چک ۲۸۵ جی‌بی
چک ۲۸۵ جی‌بی (به انگلیسی: Chak 285 JB) یک روستا در پاکستان است که در پنجاب واقع شده‌است.